# Borderline (TV-serie)
Borderline är en irländsk thriller- och dramaserie som består av sex avsnitt och som hade premiär den 1 september 2024. Serien är regisserad av Jimmy Warden som även skrivit seriens manus. Serien hade premiär på TV4 Play den 12 mars 2025.

## Handling
Serien handlar om två polisstyrkor som måste samarbeta för att lösa brott över gränsen mellan Irland och Nordirland.

## Rollista (i urval)
- Eoin Macken – Philip Boyd
- Amy De Bhrún – Aoife Regan
- Lochlann O'Mearain – Jack Mullen
- Charlotte Bradley – Flynn
- Sophie Vavasseur – Aisling
- Craig McGinlay
- Barry John Kinsella – Ian Walsh